# To Live in Discontent
To Live in Discontent è una raccolta del gruppo hardcore punk statunitense Strike Anywhere, pubblicato il 18 giugno 2005 dalla Jade Tree Records. Contiene tracce dal vivo, inediti, rarità e il primo EP del gruppo, Chorus of One, ora fuori produzione.

## Tracce
Tutte le tracce degli Strike Anywhere tranne dove indicato
1. Asleep - 2:34
2. Antidote - 3:45
3. Chorus of One - 2:23
4. Question the Answer - 3:42
5. Incendiary - 2:25
6. Earthbound - 1:09
7. Notes On Pulling the Sky Down - 3:49
8. Cassandratic Equation - 3:14
9. Two Fuses - 3:18
10. Sunspotting - 2:51
11. Two Sides [live] - 2:11 (Gorilla Biscuits)
12. Values Here - 2:49 (Dag Nasty)
13. Where Are They Now? - 3:21 (Cock Sparrer)

### Provenienza delle tracce
- Le tracce 1 e 2 provengono dall'EP Bread or Revolution, pubblicato dalla Fat Wreck Chords.
- Le tracce 3-8 provengono da Chorus of One.
- La traccia 9 è un inedito registrato nelle sessioni di studio del 2003 di Exit English.
- La traccia 10 proviene da una demo del 1999, successivamente pubblicata in Underground Europe 2001 Genoa Benefit EP dalla Scene Police Records.
- La traccia 11 è una cover dei Gorilla Biscuits suonata con i New Mexican Disaster Squad nel gennaio 2004 per il loro tour europeo.
- La traccia 12 è una cover dei Dag Nasty registrata durante le sessioni di Change is a Sound.
- La traccia 13 è una cover dei Cock Sparrer, registrata nel 2003 e missata appositamente per questo album.

## Formazione
- Thomas Barnett - voce
- Matt Smith - chitarra, voce
- Matt Sherwood - chitarra, voce
- Garth Petrie - basso
- Eric Kane - batteria

### Crediti[3]
- Christopher Camden - ingegneria del suono, missaggio
- Alan Douches - masterizzazione
- Brian McTernan - ingegneria del suono, missaggio
- Richard Minio - copertina, design
- John Morand - ingegneria del suono, missaggio
- Malcom Sherwood - ingegneria del suono, missaggio
- Matt Smith - ingegneria del suono, missaggio
- Strike Anywhere - missaggio